# Yorkshire
Yorkshire là một hạt lịch sử của miền bắc nước Anh và lớn nhất tại Vương quốc Anh Vì diện tích rộng lớn của nó, chức năng của khu vực này ngày càng được các phân khu của nó đảm nhận, điều này đã dẫn tới các cải cách theo thời gian bằng cách phân khu của mình, điều này là do các cải cách định kỳ. Trong suốt những thay đổi này, Yorkshire đã tiếp tục được công nhận như là một vùng lãnh thổ địa lý và văn hóa . Tên gọi trở nên quen thuộc và được hiểu rõ trên toàn Vương quốc Anh và đang được sử dụng phổ biến trong các phương tiện truyền thông, quân đội và cũng có các tính năng trong các tiêu đề của các khu vực hiện hành của chính quyền dân sự như Yorkshire và Humber và West Yorkshire.
Trong biên giới của quận hạt lịch sử của vùng Yorkshire, được nhiều người coi là xanh nhất tại Anh, vì vùng này vừa trải dài rộng lớn của vùng quê hoang sơ ở Dales Yorkshire và North York Moors và những khía cạnh mở của một số thành phố lớn  Yorkshire có đôi khi được gọi bằng  biệt danh "hạt của riêng Chúa" . Huy hiệu của Yorkshire là hoa hồng trắng của Nhà York hoàng gia Anh, và  cờ được sử dụng phổ biến nhất đạt diện cho Yorkshire là hoa hồng trắng trên nền màu xanh đậm  mà sau nhiều năm sử dụng, đã được công nhận bởi Viện Cờ vào ngày 29 tháng 7 năm 2008  Ngày của Yorkshire, tổ chức vào ngày 01 tháng 8,. là một kỷ niệm của nền văn hóa chung, nền văn hóa Yorkshire, từ lịch sử cho đến ngôn ngữ riêng của mình .